# Canada aux Jeux olympiques d'été de 2012

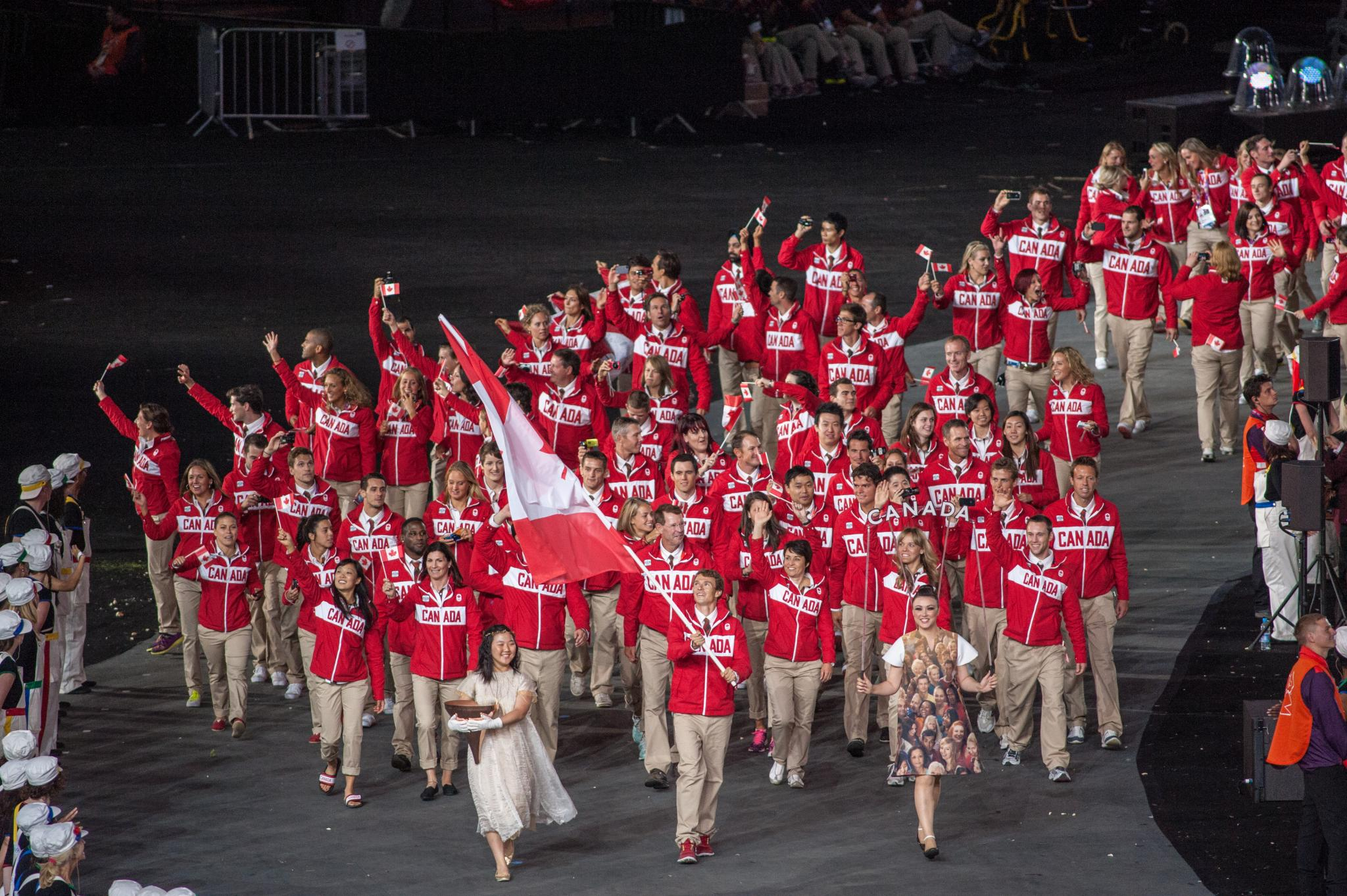
L'équipe canadienne entrant dans le stade olympique lors de la cérémonie d'ouverture.

Le Canada participe aux Jeux olympiques d'été de 2012 à Londres au Royaume-Uni du 27 juillet au 12 août 2012. Il s'agit de sa 25e participation à des Jeux d'été.
Le Comité olympique canadien a fixé comme objectif de terminer dans les 12 premiers au classement des médailles.

## Médailles

### Or
| Sport             | Discipline            | Athlète(s)          | Date       | Performance |
| ----------------- | --------------------- | ------------------- | ---------- | ----------- |
| Médaille d'Or : 2 |                       |                     |            |             |
| Trampoline        | Individuel femmes     | Rosannagh MacLennan | 4 août     | 57,305      |
| Haltérophilie     | Moins de 63 kg femmes | Christine Girard    | 31 juillet | 236         |

### Argent
| Sport                  | Discipline                    | Athlète(s) | Date     | Performance    |
| ---------------------- | ----------------------------- | --- | -------- | -------------- |
| Médailles d'Argent : 6 |                               | |          |                |
| Athlétisme             | Saut en hauteur hommes        | Derek Drouin | 7 août   | 2,29 m         |
| Aviron                 | Huit hommes                   | Gabriel Bergen Jeremiah Brown Andrew Byrnes Will Crothers Douglas Csima Robert Gibson Malcolm Howard Conlin McCabe Brian Price                      | 1er août | 5 min 49 s 98  |
| Aviron                 | Huit femmes                   | Ashley Brzozowicz Janine Hanson Krista Guloien Darcy Marquardt Natalie Mastracci Andréanne Morin Lesley Thompson Rachelle Viinberg Lauren Wilkinson | 2 août   | 6 min 12 s 06  |
| Canoë-kayak            | K1 1 000 mètres hommes        | Adam van Koeverden | 8 août   | 3 min 27 s 170 |
| Lutte                  | Libre - Moins de 55 kg femmes | Tonya Verbeek | 9 août   |                |
| Natation               | 1 500 m nage libre hommes     | Ryan Cochrane | 4 août   | 14 min 39 s 63 |

### Bronze
| Sport                    | Discipline                              | Athlète(s) | Date       | Performance       |
| ------------------------ | --------------------------------------- | --- | ---------- | ----------------- |
| Médailles de Bronze : 10 |                                         | |            |                   |
| Canoë-kayak              | C1 1 000 mètres hommes                  | Mark Oldershaw | 8 août     | 3 min 48 s 502    |
| Canoë-kayak              | K1 200 mètres hommes                    | Mark de Jonge | 11 août    | 36 s 657          |
| Cyclisme                 | Poursuite par équipes féminine          | Gillian Carleton Jasmin Glaesser Tara Whitten | 4 août     | 3 min 17 s 915    |
| Football                 | Féminin                                 | Melanie Booth Candace Chapman Jonelle Filigno Robyn Gayle Kaylyn Kyle Karina LeBlanc Diana Matheson Erin McLeod Carmelina Moscato Marie-Ève Nault Kelly Parker Sophie Schmidt Desiree Scott Lauren Sesselmann Christine Sinclair Chelsea Stewart Melissa Tancredi Brittany Timko Rhian Wilkinson Emily Zurrer | 9 août     | 1-0               |
| Judo                     | Moins de 81 kg hommes                   | Antoine Valois-Fortier | 31 juillet |                   |
| Lutte                    | Libre - Moins de 48 kg femmes           | Carol Huynh | 8 août     |                   |
| Natation                 | 100 m nage libre hommes                 | Brent Hayden | 1er août   | 47 s 80           |
| Natation                 | 10 km hommes                            | Richard Weinberger | 10 août    | 1 h 50 min 00 s 3 |
| Plongeon                 | Tremplin à 3 mètres synchronisé femmes  | Jennifer Abel Émilie Heymans | 29 juillet | 316,80            |
| Plongeon                 | Haut-vol à 10 mètres synchronisé femmes | Roseline Filion Meaghan Benfeito | 31 juillet | 337,62            |

## Athlétisme
Les athlètes du Canada ont jusqu'ici atteint les minima de qualification dans les épreuves d'athlétisme suivantes (pour chaque épreuve, un pays peut engager trois athlètes à condition qu'ils aient réussi chacun les minima A de qualification, un seul athlète par nation est inscrit sur la liste de départ si seuls les minima B sont réussis), :
Hommes
Courses
| Athlète | Épreuve          | Séries              | Séries | Quarts de finale | Quarts de finale | Demi-finales  | Demi-finales | Finale               | Finale |
| Athlète | Épreuve          | Résultat            | Rang   | Résultat         | Rang             | Résultat      | Rang         | Résultat             | Rang   |
| --- | ---------------- | ------------------- | ------ | ---------------- | ---------------- | ------------- | ------------ | -------------------- | ------ |
| Mohammed Ahmed                                                                                                   | 10 000 m         | NC                  | NC     | NC               | NC               | NC            | NC           | 28 min 13 s 91       | 18e    |
| Daundre Barnaby                                                                                                  | 400 m            | 46 s 04             | 29e    | NC               | NC               | –             | –            | –                    | –      |
| Nathan Brannen                                                                                                   | 1 500 m          | 3 min 39 s 95       | 16e    | NC               | NC               | 3 min 39 s 26 | 12e          | –                    | –      |
| Aaron Brown | 200 m            | 20 s 55 (=MP)       | 12e    | NC               | NC               | 20 s 42       | 9e (MP)      | –                    | –      |
| Jared Connaughton                                                                                                | 200 m            | 20 s 72             | 31e    | NC               | NC               | 20 s 64       | 17e          | –                    | –      |
| Reid Coolsaet | Marathon         | NC                  | NC     | NC               | NC               | NC            | NC           | 2 h 16 min 29 s      | 27e    |
| Alex Genest | 3 000 m steeple  | 8 min 22 s 62 (MS)  | 13e    | NC               | NC               | NC            | NC           | –                    | –      |
| Eric Gillis | Marathon         | NC                  | NC     | NC               | NC               | NC            | NC           | 2 h 16 min 00 s      | 22e    |
| Inaki Gomez | 20 km marche     | NC                  | NC     | NC               | NC               | NC            | NC           | 1 h 20 min 58 s (RN) | 13e    |
| Geoffrey Harris                                                                                                  | 800 m            | 1 min 45 s 97 (MP)  | 6e     | NC               | NC               | 1 min 46 s 14 | 17e          | –                    | –      |
| Tremaine Harris                                                                                                  | 200 m            | 20 s 70             | 29e    | NC               | NC               | –             | –            | –                    | –      |
| Cameron Levins                                                                                                   | 5 000 m          | 13 min 18 s 29 (MP) | 8e     | NC               | NC               | NC            | NC           | 13 min 51 s 87       | 14e    |
| Cameron Levins                                                                                                   | 10 000 m         | NC                  | NC     | NC               | NC               | NC            | NC           | 27 min 40 s 68       | 11e    |
| Justyn Warner | 100 m            | NC                  | NC     | 10 s 09 (MP)     | 9e               | 10 s 09       | 13e          | –                    | –      |
| Dylan Wykes | Marathon         | NC                  | NC     | NC               | NC               | NC            | NC           | 2 h 15 min 26 s      | 20e    |
| Jared Connaughton Akeem Haynes Oluwasegun Makinde Gavin Smellie Oluseyi Smith Dontae Richards-Kwok Justyn Warner | Relais 4 × 100 m | 38 s 05 (SB)        | 3e     | NC               | NC               | NC            | NC           | DSQ                  | -      |

Concours
| Athlète         | Épreuve           | Qualification | Qualification | Finale   | Finale                              |
| Athlète         | Épreuve           | Distance      | Rang          | Distance | Rang                                |
| --------------- | ----------------- | ------------- | ------------- | -------- | ----------------------------------- |
| Dylan Armstrong | Lancer du poids   | 20,49 m       | 7e            | 20,93 m  | 5e                                  |
| Derek Drouin    | Saut en hauteur   | 2,29 m        | 6e            | 2,29 m   | Médaille de bronze, Jeux olympiques |
| Michael Mason   | Saut en hauteur   | 2,26 m        | 12e           | 2,29 m   | 8e                                  |
| Curtis Moss     | Lancer du javelot | 78,22 m       | 22e           | –        | –                                   |
| Justin Rodhe    | Lancer du poids   | Pas de marque | -             | –        | –                                   |
| James Steacy    | Lancer du marteau | Pas de marque | -             | –        | –                                   |

Combinés – Décathlon
| Athlète       | Épreuve  | 100 m        | SL          | LP      | SH          | 400 m        | 110 H   | LD           | SP     | LJ           | 1 500 m            | Total      | Rang |
| ------------- | -------- | ------------ | ----------- | ------- | ----------- | ------------ | ------- | ------------ | ------ | ------------ | ------------------ | ---------- | ---- |
| Damian Warner | Résultat | 10 s 48 (MS) | 7,54 m (MP) | 13,73 m | 2,05 m (MP) | 48 s 20 (MP) | 14 s 38 | 45,90 m (MP) | 4,70 m | 62,77 m (MS) | 4 min 29 s 85 (MP) | 8 442 (MP) | 5e   |
| Damian Warner | Points   | 980          | 945         | 712     | 850         | 899          | 926     | 785          | 819    | 780          | 746                | 8 442 (MP) | 5e   |

Femmes
Courses
| Athlète              | Épreuve      | Séries         | Séries  | Quarts de finale | Quarts de finale | Demi-finales  | Demi-finales | Finale          | Finale |
| Athlète              | Épreuve      | Résultat       | Rang    | Résultat         | Rang             | Résultat      | Rang         | Résultat        | Rang   |
| -------------------- | ------------ | -------------- | ------- | ---------------- | ---------------- | ------------- | ------------ | --------------- | ------ |
| Melissa Bishop       | 800 m        | 2 min 09 s 33  | 30e     | NC               | NC               | –             | –            | –               | –      |
| Crystal Emmanuel     | 200 m        | 23 s 10        | 24e     | NC               | NC               | 23 s 28       | 21e          | –               | –      |
| Phylicia George      | 100 m haies  | 12 s 83        | 9e      | NC               | NC               | 12 s 65 (MP)  | 5e           | 12 s 65         | 6e     |
| Nikkita Holder       | 100 m haies  | 12 s 93        | 13e     | NC               | NC               | 12 s 93       | 16e          | –               | –      |
| Jenna Martin         | 400 m        | 51 s 98        | 14e     | NC               | NC               | 52 s 83       | 23e          | –               | –      |
| Kerri-Ann Mitchell   | 100 m        | exempte        | exempte | 11 s 49          | 41e              | –             | –            | –               | –      |
| Sheila Reid          | 5 000 m      | 15 min 27 s 41 | 28e     | NC               | NC               | NC            | NC           | –               | –      |
| Rachel Seaman        | 20 km marche | NC             | NC      | NC               | NC               | NC            | NC           | 1 h 37 min 36 s | 52e    |
| Nicole Sifuentes     | 1 500 m      | 4 min 07 s 65  | 15e     | NC               | NC               | 4 min 06 s 33 | 19e          | –               | –      |
| Jessica Smith        | 800 m        | 2 min 07 s 75  | 23e     | NC               | NC               | 2 min 01 s 90 | 22e          | –               | –      |
| Hilary Stellingwerff | 1 500 m      | 4 min 05 s 79  | 6e      | NC               | NC               | 4 min 05 s 57 | 16e          | –               | –      |
| Sarah-Lynn Wells     | 400 m haies  | 56 s 47        | 25e     | NC               | NC               | 56 s 71       | 24e          | –               | –      |
| Jessica Zelinka      | 100 m haies  | 12 s 75        | 6e      | NC               | NC               | 12 s 66       | 6e           | 12 s 69         | 7e     |

Concours
| Athlète           | Épreuve           | Qualification | Qualification | Finale   | Finale |
| Athlète           | Épreuve           | Distance      | Rang          | Distance | Rang   |
| ----------------- | ----------------- | ------------- | ------------- | -------- | ------ |
| Mélanie Blouin    | Saut à la perche  | 4,25 m        | 19e           | –        | –      |
| Sultana Frizell   | Lancer du marteau | 67,45 m       | 26e           | –        | –      |
| Elizabeth Gleadle | Lancer du javelot | 60,26 m       | 11e           | 58,78 m  | 12e    |
| Julie Labonté     | Lancer du poids   | 17,48 m       | 22e           | –        | –      |
| Heather Steacy    | Lancer du marteau | 63,40 m       | 34e           | –        | –      |

Combinés – Heptathlon
| Athlète         | Épreuve  | 100 H        | SH     | LP           | 200 m        | SL          | LJ           | 800 m              | Total      | Rang |
| --------------- | -------- | ------------ | ------ | ------------ | ------------ | ----------- | ------------ | ------------------ | ---------- | ---- |
| Brianne Theisen | Résultat | 13 s 30      | 1,83 m | 12,89 m (MP) | 24 s 35      | 6,01 m (MP) | 46,47 m (MP) | 2 min 09 s 27 (MP) | 6 383      | 11e  |
| Brianne Theisen | Points   | 1 080        | 1 016  | 720          | 947          | 853         | 792          | 975                | 6 383      | 11e  |
| Jessica Zelinka | Résultat | 12 s 65 (MP) | 1,68 m | 14,81 m (MS) | 23 s 32 (MP) | 5,91 m(MS)  | 45,75 m      | 2 min 09 s 15 (MS) | 6 480 (PB) | 7e   |
| Jessica Zelinka | Points   | 1 178        | 830    | 848          | 1 047        | 822         | 778          | 977                | 6 480 (PB) | 7e   |

## Aviron
Hommes
| Athlète | Compétition                 | Éliminatoires | Éliminatoires                                                 | Repêchage     | Repêchage                                               | Quarts de finale | Quarts de finale | Demi-finales  | Demi-finales                                                         | Finales       | Finales               |
| Athlète | Compétition                 | Temps         | Rang                                                          | Temps         | Rang                                                    | Temps            | Rang             | Temps         | Rang                                                                 | Temps         | Rang                  |
| --- | --------------------------- | ------------- | ------------------------------------------------------------- | ------------- | ------------------------------------------------------- | ---------------- | ---------------- | ------------- | -------------------------------------------------------------------- | ------------- | --------------------- |
| Dave Calder Scott Frandsen | Deux sans barreur           | 6 min 23 s 80 | 7e/13 (toutes séries confondues) 1er/4 (de la deuxième série) | NC            | NC                                                      | NC               | NC               | 6 min 56 s 47 | 4e/12 (toutes demi-finales confondues) 3e/6 (de la demi-finale A/B)  | 6 min 30 s 49 | 6e/6 (de la finale A) |
| Michael Braithwaite Kevin Kowalyk                                                                                              | Deux de couple              | 6 min 34 s 11 | 12e/13 (toutes séries confondues) 5e/5 (de la première série) | 6 min 30 s 74 | 3e/4                                                    | NC               | NC               | 6 min 38 s 94 | 12e/12 (toutes demi-finales confondues) 6e/6 (de la demi-finale B)   | 6 min 32 s 61 | 6e/6 (de la finale B) |
| Morgan Jarvis Douglas Vandor                                                                                                   | Deux de couple poids légers | 6 min 42 s 59 | 11e/20 (toutes séries confondues) 3e/5 (de la première série) | 6 min 36 s 03 | 4e/12 (tous repêchages confondus) 4e/6 (du repêchage 1) | NC               | NC               | 7 min 02 s 85 | 1er/8 (demi-finales C et D confondues) 1er/4 (de la demi-finale C/D) | 6 min 46 s 62 | 2e/6 (de la finale C) |
| Will Dean Anthony Jacob Derek O'Farrell Michael Wilkinson                                                                      | Quatre sans barreur         | 5 min 50 s 78 | 4e/13 (toutes séries confondues) 3e/5 (de la première série)  | NC            | NC                                                      | NC               | NC               | 6 min 08 s 90 | 10e/12 (toutes demi-finales confondues) 5e/6 (de la demi-finale A/B) | 6 min 11 s 15 | 3e/6 (de la finale B) |
| Gabriel Bergen Jeremiah Brown Andrew Byrnes Will Crothers Douglas Csima Robert Gibson Malcolm Howard Conlin McCabe Brian Price | Huit                        | 5 min 37 s 91 | 7e/8 (toutes séries confondues) 4e/4 (de la deuxième série)   | 5 min 27 s 41 | 2e/6                                                    | NC               | NC               | NC            | NC                                                                   | 5 min 49 s 98 | 2e ·                  |

Femmes
| Athlète | Compétition                 | Éliminatoires | Éliminatoires                                                 | Repêchage     | Repêchage                                               | Quarts de finale | Quarts de finale | Demi-finales  | Demi-finales                                                        | Finales       | Finales                |
| Athlète | Compétition                 | Temps         | Rang                                                          | Temps         | Rang                                                    | Temps            | Rang             | Temps         | Rang                                                                | Temps         | Rang                   |
| --- | --------------------------- | ------------- | ------------------------------------------------------------- | ------------- | ------------------------------------------------------- | ---------------- | ---------------- | ------------- | ------------------------------------------------------------------- | ------------- | ---------------------- |
| Lindsay Jennerich Patricia Obee | Deux de couple poids légers | 7 min 10 s 89 | 8e/17 (toutes séries confondues) 5e/6 (de la deuxième série)  | 7 min 15 s 37 | 2e/11 (tous repêchages confondus) 2e/5 (du repêchage 2) | NC               | NC               | 7 min 14 s 83 | 8e/12 (toutes demi-finales confondues) 4e/6 (de la demi-finale A/B) | 7 min 17 s 24 | 1er/6 (de la finale B) |
| Ashley Brzozowicz Janine Hanson Krista Guloien Darcy Marquardt Natalie Mastracci Andréanne Morin Lesley Thompson Rachelle Viinberg Lauren Wilkinson | Huit                        | 6 min 13 s 91 | 1er/7 (toutes séries confondues) 1er/3 (de la deuxième série) | NC            | NC                                                      | NC               | NC               | NC            | NC                                                                  | 6 min 12 s 06 | 2e ·                   |

## Badminton
| Athlète                     | Compétition  | Phase de groupe                                                  | Phase de groupe                                                 | Phase de groupe                                              | Phase de groupe | 8e de finale     | Quarts de finale                                             | Demi-finales                                                   | Finale                                                                  | Finale |
| Athlète                     | Compétition  | Adversaire Score                                                 | Adversaire Score                                                | Adversaire Score                                             | Rang            | Adversaire Score | Adversaire Score                                             | Adversaire Score                                               | Adversaire Score                                                        | Rang   |
| --------------------------- | ------------ | ---------------------------------------------------------------- | --------------------------------------------------------------- | ------------------------------------------------------------ | --------------- | ---------------- | ------------------------------------------------------------ | -------------------------------------------------------------- | ----------------------------------------------------------------------- | ------ |
| Michelle Li                 | Simple dames | Yihan Wang (CHN) 0 - 2 (8-21, 16-21)                             | NC                                                              | NC                                                           | 2e              | -                | -                                                            | -                                                              | -                                                                       | -      |
| Michelle Li Alexandra Bruce | Double dames | Wang Xiaoli - Yu Yang (CHN) 2 - 0 (21-0, 21-0) DSQ               | Kyung Eun Jung - Ha Na Kim (KOR) 2 - 0 (21-0, 21-0) DSQ         | Valeria Sorokina - Nina Vislova (RUS) 2 - 0 (21-8, 21-10)    | 2e              | NC               | Leanne Choo - Renuga Veeran (AUS) 2 - 1 (21-9, 18-21, 21-18) | Mizuki Fujii - Reika Kakiiwa (JPN) 1 - 2 (12-21, 21-19, 13-21) | Petite finale Valeria Sorokina - Nina Vislova (RUS) 0 - 2 (9-21, 10-21) | 4e     |
| Grace Gao Toby Ng           | Double mixte | Joachim Fischer - Christinna Pedersen (DEN) 0 - 2 (12-21, 11-21) | Shintaro Ikeda - Reiko Shiota (JPN) 1 - 2 (10-21, 21-11, 15-21) | Robert Mateusiak - Nadiezda Zieba (POL) 0 - 2 (13-21, 16-21) | 4e              | NC               | -                                                            | -                                                              | -                                                                       | -      |

## Basket-ball

### Tournoi féminin
Classement
| # | Équipe          | Pts | G | P | PP  | PC  | Diff |
| - | --------------- | --- | - | - | --- | --- | ---- |
| 1 | France          | 10  | 5 | 0 | 356 | 319 | +37  |
| 2 | Australie       | 9   | 4 | 1 | 353 | 322 | +31  |
| 3 | Russie          | 8   | 3 | 2 | 314 | 308 | +6   |
| 4 | Canada          | 7   | 2 | 3 | 328 | 332 | -4   |
| 5 | Brésil          | 6   | 1 | 4 | 329 | 354 | -25  |
| 6 | Grande-Bretagne | 5   | 0 | 5 | 327 | 372 | -45  |

|  | Qualifié pour les quarts de finale                                                                        |
|  | Pts points ; G victoires ; P défaites PP points marqués ; PC points encaissés ; Diff différence de points |

Matchs
| 28 juillet 2012 | Canada  | 53-58                           | Russie | Basketball Arena, Londres  |                            |
| 11 h 15 CEST    |         | (Q1: 17-15 Q2: 30-24 Q3: 43-37) |        | Arbitrage : Recep Ankarali | Arbitrage : Recep Ankarali |
| 11 h 15 CEST    | Rapport |                                 |        | Arbitrage : Recep Ankarali | Arbitrage : Recep Ankarali |

| 30 juillet 2012 | Grande-Bretagne | 65-73                           | Canada | Basketball Arena, Londres |                          |
| 20 h 00 CEST    |                 | (Q1: 15-19 Q2: 32-36 Q3: 53-55) |        | Arbitrage : Juan Arteaga  | Arbitrage : Juan Arteaga |
| 20 h 00 CEST    | Rapport         |                                 |        | Arbitrage : Juan Arteaga  | Arbitrage : Juan Arteaga |

| 1er août 2012 | Canada  | 60-64                           | France | Basketball Arena, Londres  |                            |
| 9 h 00 CEST   |         | (Q1: 12-13 Q2: 25-28 Q3: 40-42) |        | Arbitrage : Luigi Lamonica | Arbitrage : Luigi Lamonica |
| 9 h 00 CEST   | Rapport |                                 |        | Arbitrage : Luigi Lamonica | Arbitrage : Luigi Lamonica |

| 3 août 2012  | Brésil | 73 - 79   | Canada | Basketball Arena, Londres |  |
| 14 h 30 CEST |        | (25 - 39) |        |                           |  |

| 5 août 2012  | Canada | 63 - 72   | Australie | Basketball Arena, Londres |  |
| 14 h 30 CEST |        | (22 - 35) |           |                           |  |

Quarts de finale
| 7 août 2012  | États-Unis | 91 - 48   | Canada | North Greenwich Arena, Londres |  |
| 14 h 00 CEST |            | (42 - 21) |        |                                |  |
| 14 h 00 CEST | Rapport    |           |        |                                |  |

## Boxe
Hommes
| Custio Clayton | Welters (-69 kg)      | Óscar Molina (MEX) 12-8       | Cameron Hammond (AUS) 14-11 | Freddie Evans (GBR) 14-14 | – | – | – | – |   |   |
| Simon Kean     | Super-lourds (+91 kg) | Tony Yoka (FRA) 16-16 (49-47) | Ivan Dychko (KAZ) 6-20      | –                         | – | – | – | – | – | – |

Femmes
| Athlète      | Compétition     | 1/8 de finale       | Quarts de finale     | Demi-finales        | Finale              |
| Athlète      | Compétition     | Adversaire Résultat | Adversaire Résultat  | Adversaire Résultat | Adversaire Résultat |
| ------------ | --------------- | ------------------- | -------------------- | ------------------- | ------------------- |
| Mary Spencer | Moyens (-75 kg) | exempte             | Li Jinzi (CHN) 14-17 | –                   | –                   |

## Canoë-kayak

### Course en ligne
Le Canada a qualifié les bateaux suivants pour les épreuves de course en ligne :
| Athlète                      | Compétition  | Éliminatoires  | Éliminatoires | Demi-finales   | Demi-finales | Finale A       | Finale A                            | Finale B       | Finale B |
| Athlète                      | Compétition  | Temps          | Rang          | Temps          | Rang         | Temps          | Rang                                | Temps          | Rang     |
| ---------------------------- | ------------ | -------------- | ------------- | -------------- | ------------ | -------------- | ----------------------------------- | -------------- | -------- |
| Mark de Jonge                | K1 – 200 m   | 35 s 396       | 2e            | 35 s 595       | 1er          | 36 s 657       | Médaille de bronze, Jeux olympiques | –              | –        |
| Adam van Koeverden           | K1 – 1 000 m | 3 min 28 s 697 | 1er           | 3 min 28 s 209 | 1er          | 3 min 27 s 170 | Médaille d'argent, Jeux olympiques  | –              | –        |
| Jason Mccoombs               | C1 – 200 m   | 41 s 742       | 13e           | 42 s 255       | 12e          | –              | –                                   | 44 s 973       | 5e       |
| Mark Oldershaw               | C1 – 1 000 m | 3 min 55 s 211 | 4e            | 3 min 52 s 197 | 3e           | 3 min 48 s 502 | Médaille de bronze, Jeux olympiques | –              | –        |
| Ryan Cochrane Hugues Fournel | K2 – 200 m   | 33 s 407       | 7e            | 33 s 500       | 7e           | 35 s 396       | 7e                                  | –              | –        |
| Ryan Cochrane Hugues Fournel | K2 – 1 000 m | 3 min 55 s 748 | 12e           | 3 min 29 s 819 | 10e          | –              | –                                   | 3 min 18 s 550 | 4e       |

| Athlète        | Compétition | Éliminatoires  | Éliminatoires | Demi-finales   | Demi-finales | Finale A | Finale A | Finale B       | Finale B |
| Athlète        | Compétition | Temps          | Rang          | Temps          | Rang         | Temps    | Rang     | Temps          | Rang     |
| -------------- | ----------- | -------------- | ------------- | -------------- | ------------ | -------- | -------- | -------------- | -------- |
| Emilie Fournel | K1 – 200 m  | 43 s 117       | 18e           | 43 s 030       | 21e          | –        | –        | –              | –        |
| Emilie Fournel | K1 – 500 m  | 1 min 58 s 740 | 19e           | 1 min 54 s 120 | 16e          | –        | –        | 1 min 56 s 058 | 6e       |

### Slalom
| Athlète        | Compétition | Éliminatoires | Éliminatoires | Éliminatoires | Éliminatoires | Éliminatoires | Éliminatoires | Demi-finales | Demi-finales | Finale   | Finale |
| Athlète        | Compétition | Course 1      | Rang          | Course 2      | Rang          | Total         | Rang          | Résultat     | Rang         | Résultat | Rang   |
| -------------- | ----------- | ------------- | ------------- | ------------- | ------------- | ------------- | ------------- | ------------ | ------------ | -------- | ------ |
| Michael Tayler | K1 hommes   | 155 s 89      | 21e           | 97 s 64       | 18e           | 97 s 64       | 20e           | -            | -            | -        | -      |

## Cyclisme

### Cyclisme sur route
En cyclisme sur route, le Canada a qualifié trois femmes et un homme.
Hommes
| Athlète        | Compétition      | Temps          | Rang |
| -------------- | ---------------- | -------------- | ---- |
| Ryder Hesjedal | Course en ligne  | 5 min 46 s 37  | 63e  |
| Ryder Hesjedal | Contre-la-montre | 56 min 06 s 18 | 28e  |

Femmes
| Athlète            | Compétition      | Temps          | Rang |
| ------------------ | ---------------- | -------------- | ---- |
| Clara Hughes       | Course en ligne  | 3 min 36 s 02  | 32e  |
| Clara Hughes       | Contre-la-montre | 38 min 28 s 96 | 5e   |
| Denise Ramsden     | Course en ligne  | 3 min 35 s 56  | 27e  |
| Denise Ramsden     | Contre-la-montre | 41 min 44 s 81 | 19e  |
| Joëlle Numainville | Course en ligne  | 3 min 35 s 56  | 12e  |

### Cyclisme sur piste
Vitesse
| Athlète          | Compétition                 | Qualification            | Seizièmes de finale                        | Repêchages                                                       | Huitièmes de finale                        | Repêchages                                                           | Quarts de finale         | Demi-finales             | Match pour le bronze     | Match pour le bronze | Finale                   | Finale |
| Athlète          | Compétition                 | Temps Vitesse            | Adversaire Temps Vitesse                   | Adversaire Temps Vitesse                                         | Adversaire Temps Vitesse                   | Adversaire Temps Vitesse                                             | Adversaire Temps Vitesse | Adversaire Temps Vitesse | Adversaire Temps Vitesse | Rang                 | Adversaire Temps Vitesse | Rang   |
| ---------------- | --------------------------- | ------------------------ | ------------------------------------------ | ---------------------------------------------------------------- | ------------------------------------------ | -------------------------------------------------------------------- | ------------------------ | ------------------------ | ------------------------ | -------------------- | ------------------------ | ------ |
| Monique Sullivan | Vitesse individuelle femmes | 11 s 347 63,452 km/h 12e | Lee Wai Sze (HKG) D (11 s 300 63,716 km/h) | Lee Hye-Jin (KOR) et Kayono Maeda (JPN) V (11 s 572 62,219 km/h) | Anna Meares (AUS) D (11 s 566 62,251 km/h) | Olga Panarina (BLR) et Natasha Hansen (NZL) D (11 s 443 62,920 km/h) | -                        | -                        | -                        | -                    | -                        | -      |

Keirin
| Athlète          | Compétition   | 1er tour | Repêchage | 2e tour | Finale |
| Athlète          | Compétition   | Rang     | Rang      | Rang    | Rang   |
| ---------------- | ------------- | -------- | --------- | ------- | ------ |
| Joseph Veloce    | Keirin hommes | 4e       | 4e        | -       | -      |
| Monique Sullivan | Keirin femmes | 5e       | 3e        | 2e      | 6e     |

Poursuite
| Athlète                                                                                   | Compétition                  | Qualification  | Qualification | Demi-finales                                             | Demi-finales | Finale                                            | Finale                              |
| Athlète                                                                                   | Compétition                  | Temps          | Rang          | Adversaire Résultat                                      | Rang         | Adversaire Résultat                               | Rang                                |
| ----------------------------------------------------------------------------------------- | ---------------------------- | -------------- | ------------- | -------------------------------------------------------- | ------------ | ------------------------------------------------- | ----------------------------------- |
| Laura Brown (n'a pas participé aux courses) Gillian Carleton Jasmin Glaesser Tara Whitten | Poursuite par équipes femmes | 3 min 19 s 816 | 4e            | Grande-Bretagne D 3 min 17 s 454 (+ 2 s 772) 54,696 km/h | 4e           | Australie V 3 min 17 s 915 (-0 s 181) 54,568 km/h | Médaille de bronze, Jeux olympiques |

Omnium
| Athlète      | Compétition   | Tour lancé | Tour lancé | Course aux points | Course aux points | Élimination | Poursuite      | Poursuite | Scratch | Contre-la-montre | Contre-la-montre | Total | Rang |
| Athlète      | Compétition   | Temps      | Rang       | Points            | Rang              | Rang        | Temps          | Rang      | Temps   | Rang             | Rang             | Total | Rang |
| ------------ | ------------- | ---------- | ---------- | ----------------- | ----------------- | ----------- | -------------- | --------- | ------- | ---------------- | ---------------- | ----- | ---- |
| Zachary Bell | Omnium hommes | 13 s 406   | 7          | 4                 | 13                | 10          | 4 min 29 s 411 | 8         | 1       | 1 min 04 s 328   | 10               | 49    | 8e   |
| Tara Whitten | Omnium femmes | 14 s 516   | 7          | 28                | 3                 | 8           | 3 min 31 s 114 | 3         | 6       | 36 s 509         | 10               | 37    | 4e   |

### VTT
| Athlète           | Compétition              | Temps           | Rang    |
| ----------------- | ------------------------ | --------------- | ------- |
| Geoff Kabush      | Cross-country VTT hommes | 1 h 30 min 43 s | 8e      |
| Max Plaxton       | Cross-country VTT hommes | Abandon         | Abandon |
| Catharine Pendrel | Cross-country VTT femmes | 1 h 34 min 28 s | 9e      |
| Emily Batty       | Cross-country VTT femmes | 1 h 40 min 37 s | 24e     |

- Geoff Kabush
- Emily Batty

### BMX
| Athlète     | Compétition | Qualifications | Qualifications | Quarts de finale | Quarts de finale | Demi-finales | Demi-finales | Finale   | Finale |
| Athlète     | Compétition | Résultat       | Rang           | Résultat         | Rang             | Résultat     | Rang         | Résultat | Rang   |
| ----------- | ----------- | -------------- | -------------- | ---------------- | ---------------- | ------------ | ------------ | -------- | ------ |
| Tory Nyhaug | BMX hommes  | 39 s 515       | 20e            | 20               | 5e               | -            | -            | -        | -      |

## Équitation

### Concours complet
| Athlète                                                                         | Cheval          | Compétition | Dressage  | Dressage | Cross-country | Cross-country | Cross-country | Saut d'obstacles | Saut d'obstacles | Saut d'obstacles | Saut d'obstacles | Total    | Total   |
| Athlète                                                                         | Cheval          | Compétition | Dressage  | Dressage | Cross-country | Cross-country | Cross-country | Qualification    | Qualification    | Qualification    | Finale           | Total    | Total   |
| Athlète                                                                         | Cheval          | Compétition | Pénalités | Rang     | Pénalités     | Total         | Rang          | Pénalités        | Total            | Rang             | Pénalités        | Total    | Rang    |
| ------------------------------------------------------------------------------- | --------------- | ----------- | --------- | -------- | ------------- | ------------- | ------------- | ---------------- | ---------------- | ---------------- | ---------------- | -------- | ------- |
| Peter Barry                                                                     | Kilordan Abbott | Individuel  | 61,70     | 67e      | Éliminé       | Éliminé       | Éliminé       | -                | -                | -                | -                | -        | -       |
| Hawley Bennett-Awad                                                             | Gin & Juice     | Individuel  | 48,70     | 31e      | Éliminée      | Éliminée      | Éliminée      | -                | -                | -                | -                | -        | -       |
| Rebecca Howard                                                                  | Riddle Master   | Individuel  | 50,60     | 34e      | Éliminée      | Éliminée      | Éliminée      | -                | -                | -                | -                | -        | -       |
| Michelle Mueller                                                                | Armistad        | Individuel  | 57,00     | 56e      | 63,20         | 120,20        | 58e           | Abandon          | Abandon          | Abandon          | Abandon          | Abandon  | Abandon |
| Jessica Phoenix                                                                 | Exponential     | Individuel  | 54,80     | 50e      | 2,40          | 57,20         | 28e           | 14,00            | 71,20            | 21e              | 8,00             | 79,20    | 22e     |
| Peter Barry Hawley Bennett-Awad Rebecca Howard Michelle Mueller Jessica Phoenix | Voir ci-dessus  | Par équipes | 154,10    | 11e      | 1 023,30      | 1 177,40      | 12e           | NC               | NC               | NC               | 893,80           | 2 071,20 | 13e     |

### Dressage
| Athlète                                             | Cheval           | Compétition | Grand Prix | Grand Prix | Grand Prix – spécial | Grand Prix – spécial | Grand Prix – libre | Grand Prix – libre | Total       | Total |
| Athlète                                             | Cheval           | Compétition | Score      | Rang       | Score                | Rang                 | Score              | Rang               | Score total | Rang  |
| --------------------------------------------------- | ---------------- | ----------- | ---------- | ---------- | -------------------- | -------------------- | ------------------ | ------------------ | ----------- | ----- |
| Jacqueline Brooks                                   | D Niro           | Individuel  | 68,526     | 41e        | -                    | -                    | -                  | -                  | -           | -     |
| Ashley Nicoll-Holzer                                | Breaking Dawn    | Individuel  | 71,809     | 20e        | 71,317               | 24e                  | -                  | -                  | -           | -     |
| David Marcus                                        | Chrevi's Capital | Individuel  | Éliminé    | Éliminé    | -                    | -                    | -                  | -                  | -           | -     |
| Jacqueline Brooks Ashley Nicoll-Holzer David Marcus | Voir ci-dessus   | Par équipes | Éliminés   | Éliminés   | -                    | -                    | NC                 | NC                 | -           | -     |

### Saut d'obstacles
| Athlète                                               | Cheval             | Compétition | Qualification | Qualification | Qualification | Qualification | Qualification | Qualification | Qualification | Qualification | Finale    | Finale   | Finale    | Finale   | Finale    | Finale |   |
| Athlète                                               | Cheval             | Compétition | 1er tour      | 1er tour      | 2e tour       | 2e tour       | 2e tour       | 3e tour       | 3e tour       | 3e tour       | Finale A  | Finale A | Finale B  | Finale B | Total     | Total  |   |
| Athlète                                               | Cheval             | Compétition | Pénalités     | Rang          | Pénalités     | Total         | Rang          | Pénalités     | Total         | Rang          | Pénalités | Rang     | Pénalités | Rang     | Pénalités | Rang   |   |
| ----------------------------------------------------- | ------------------ | ----------- | ------------- | ------------- | ------------- | ------------- | ------------- | ------------- | ------------- | ------------- | --------- | -------- | --------- | -------- | --------- | ------ | - |
| Tiffany Foster                                        | Victor             | Individuel  | 8             | 60e           | DSQ           | DSQ           | -             | -             | -             | -             | -         | -        | -         | -        | -         | -      | - |
| Jill Henselwood                                       | George             | Individuel  | 5             | 53e           | 4             | 9             | 47e           | -             | -             | -             | -         | -        | -         | -        | -         | -      | - |
| Eric Lamaze                                           | Derly Chin de Muze | Individuel  | 0             | 1er           | 1             | 1             | 13e           | 8             | 9             | 22e           | 12        | 29e      | -         | -        | -         | -      | - |
| Ian Millar                                            | Star Power         | Individuel  | 4             | 42e           | 0             | 4             | 17e           | 4             | 8             | 11e           | 4         | 11e      | 4         | -        | 8         | 9e     |   |
| Tiffany Foster Jill Henselwood Eric Lamaze Ian Millar | Voir ci-dessus     | Par équipes | NC            | NC            | 9             | NC            | 13e           | NC            | NC            | NC            | 5         | 6e       | 21        | -        | 26        | 5e     |   |

## Escrime
Hommes
| Athlète                 | Compétition        | 1/32 de finale   | 1/16 de finale                 | 1/8 de finale    | Quarts de finale | Demi-finales     | Finale           | Finale |
| Athlète                 | Compétition        | Adversaire Score | Adversaire Score               | Adversaire Score | Adversaire Score | Adversaire Score | Adversaire Score | Rang   |
| ----------------------- | ------------------ | ---------------- | ------------------------------ | ---------------- | ---------------- | ---------------- | ---------------- | ------ |
| Étienne Lalonde Turbide | Fleuret individuel | exempt           | Alexander Massialas (USA) 6-15 | -                | -                | -                | -                | -      |
| Philippe Beaudry        | Sabre individuel   | exempt           | Dmitri Lapkes (BLR) 10-15      | -                | -                | -                | -                | -      |

Femmes
| Athlète          | Compétition        | 1/32 de finale           | 1/16 de finale              | 1/8 de finale    | Quarts de finale | Demi-finales     | Finale           | Finale |
| Athlète          | Compétition        | Adversaire Score         | Adversaire Score            | Adversaire Score | Adversaire Score | Adversaire Score | Adversaire Score | Rang   |
| ---------------- | ------------------ | ------------------------ | --------------------------- | ---------------- | ---------------- | ---------------- | ---------------- | ------ |
| Sherraine Schalm | Épée individuelle  | exempte                  | Shin A-lam (KOR) 12-15      | -                | -                | -                | -                | -      |
| Monica Peterson  | Fleuret individuel | Anna Bentley (GBR) 15-10 | Lee Kiefer (USA) 10-15      | -                | -                | -                | -                | -      |
| Sandra Sassine   | Sabre individuel   | NC                       | Aleksandra Socha (POL) 7-15 | -                | -                | -                | -                | -      |

## Football
L'équipe du Canada féminine s'est qualifiée en janvier 2012 pour les Jeux olympiques de Londres en atteignant la finale du tournoi pré-olympique de la CONCACAF.

### Tournoi féminin
Classement
| Rang | Équipe         | Pts | J | G | N | P | Bp | Bc | Diff |
| ---- | -------------- | --- | - | - | - | - | -- | -- | ---- |
| 1    | Suède          | 4   | 2 | 1 | 1 | 0 | 4  | 1  | +3   |
| 2    | Japon          | 4   | 2 | 1 | 1 | 0 | 2  | 1  | +1   |
| 3    | Canada         | 3   | 2 | 1 | 0 | 1 | 4  | 2  | +2   |
| 4    | Afrique du Sud | 0   | 2 | 0 | 0 | 2 | 1  | 7  | -6   |

|  | Qualifié pour le deuxième tour de la compétition.                                                                                   |
|  | Pts points ; J matchs joués ; G victoires ; N match nuls ; P défaites Bp buts marqués ; Bc buts encaissés ; Diff différence de buts |

Matchs
| 25 juillet 2012 | Japon                                | 2-1   | Canada               | Stade de la ville de Coventry, Coventry |                             |
| 17h00 CEST      | 33e Nahomi Kawasumi · 44e Aya Miyama | (2-0) | 55e Melissa Tancredi | Arbitrage : Kirsi Heikkinen             | Arbitrage : Kirsi Heikkinen |
| 17h00 CEST      | Rapport                              |       |                      | Arbitrage : Kirsi Heikkinen             | Arbitrage : Kirsi Heikkinen |

| 28 juillet 2012 | Canada                                                                | 3-0   | Afrique du Sud | Stade de la ville de Coventry, Coventry |                                |
| 14h45 CEST      | 7e Melissa Tancredi · 58e Christine Sinclair · 86e Christine Sinclair | (1-0) |                | Arbitrage : Christina Pedersen          | Arbitrage : Christina Pedersen |
| 14h45 CEST      | Rapport                                                               |       |                | Arbitrage : Christina Pedersen          | Arbitrage : Christina Pedersen |

| 31 juillet 2012 | Canada                                      | 2-2   | Suède                                       | St James' Park, Newcastle |                         |
| 14h30 CEST      | 43e Melissa Tancredi · 84e Melissa Tancredi | (1-2) | 14e Marie Hammarström · 16e Sofia Jakobsson | Arbitrage : Hong Eun-Ah   | Arbitrage : Hong Eun-Ah |
| 14h30 CEST      | Rapport                                     |       |                                             | Arbitrage : Hong Eun-Ah   | Arbitrage : Hong Eun-Ah |

Quarts de finale
| 3 août 2012 | Grande-Bretagne | 0 - 2   | Canada                                       | Stade de la ville de Coventry, Coventry            |                                                    |
| 19h30 CEST  |                 | (0 - 2) | 13e Jonelle Filigno · 26e Christine Sinclair | Spectateurs : 28 828 Arbitrage : Sachiko Yamagishi | Spectateurs : 28 828 Arbitrage : Sachiko Yamagishi |
| 19h30 CEST  | Rapport         |         |                                              | Spectateurs : 28 828 Arbitrage : Sachiko Yamagishi | Spectateurs : 28 828 Arbitrage : Sachiko Yamagishi |

Demi-finale
| 6 août 2012 | Canada                                                                   | 3 - 4 (a.p.) | États-Unis                                                                        | Old Trafford, Manchester       |                                |
| 19h45 CEST  | Christine Sinclair 23e · Christine Sinclair 68e · Christine Sinclair 73e | (1 - 0)      | Megan Rapinoe 54e · Megan Rapinoe 71e · Abby Wambach 80e (pen) · Alex Morgan 122e | Arbitrage : Christina Pedersen | Arbitrage : Christina Pedersen |
| 19h45 CEST  | Rapport                                                                  |              |                                                                                   | Arbitrage : Christina Pedersen | Arbitrage : Christina Pedersen |

Match pour la médaille de bronze
| 9 août 2012 | Canada               | 1 - 0   | France | Stade de la ville de Coventry, Coventry |                             |
| 13h00 CEST  | Diana Matheson 90+2e | (0 - 0) |        | Arbitrage : Jenny Palmqvist             | Arbitrage : Jenny Palmqvist |
| 13h00 CEST  | Rapport              |         |        | Arbitrage : Jenny Palmqvist             | Arbitrage : Jenny Palmqvist |

## Gymnastique

### Artistique
Hommes
| Athlète       | Compétition | Appareils | Appareils | Appareils | Appareils | Appareils | Appareils | Qualification | Qualification | Appareils | Appareils | Appareils | Appareils | Appareils | Appareils | Finale | Finale |
| Athlète       | Compétition | S         | CA        | A         | SC        | BP        | BF        | Total         | Rang          | S         | CA        | A         | SC        | BP        | BF        | Total  | Rang   |
| ------------- | ----------- | --------- | --------- | --------- | --------- | --------- | --------- | ------------- | ------------- | --------- | --------- | --------- | --------- | --------- | --------- | ------ | ------ |
| Nathan Gafuik | Individuel  | -         | -         | -         | -         | -         | 13,866    | 13,866        | (41+)         | -         | -         | -         | -         | -         | -         | -      | -      |

Femmes
| Athlète                                                                       | Compétition | Appareils | Appareils | Appareils | Appareils | Qualification | Qualification | Appareils | Appareils | Appareils | Appareils | Finale  | Finale |
| Athlète                                                                       | Compétition | S         | SC        | BA        | P         | Total         | Rang          | S         | SC        | BA        | P         | Total   | Rang   |
| ----------------------------------------------------------------------------- | ----------- | --------- | --------- | --------- | --------- | ------------- | ------------- | --------- | --------- | --------- | --------- | ------- | ------ |
| Elsabeth Black                                                                | Individuel  | 14,233    | 14,800    | -         | 13,966    | 42,999        | (60+)         |           |           |           |           |         |        |
| Victoria Moors                                                                | Individuel  | 14,100    | -         | 13,833    | 11,266    | 39,199        | (60+)         |           |           |           |           |         |        |
| Dominique Pegg                                                                | Individuel  | 14,233    | 14,133    | 13,725    | 13,566    | 55,657        | 18            |           |           |           |           |         |        |
| Brittany Rogers                                                               | Individuel  | -         | -         | 14,666    | 14,500    | 29,166        | (60+)         |           | 14,483    |           |           |         |        |
| Kristina Vaculik                                                              | Individuel  | 13,800    | 14,100    | 14,366    | 11,300    | 53,566        | 32            |           |           |           |           |         |        |
| Elsabeth Black Victoria Moors Dominique Pegg Brittany Rogers Kristina Vaculik | Par équipes | 42,566    | 42,466    | 40,974    | 42,124    | 167,696       | 8             | 44,499    | 42,332    | 41,199    | 42,774    | 170,804 | 5      |

### Rythmique
| Athlète                                                                                          | Compétition | Qualification | Qualification       | Qualification | Qualification | Finale    | Finale              | Finale | Finale |
| Athlète                                                                                          | Compétition | 5 ballons     | 3 rubans 2 cerceaux | Total         | Rang          | 5 ballons | 3 rubans 2 cerceaux | Total  | Rang   |
| ------------------------------------------------------------------------------------------------ | ----------- | ------------- | ------------------- | ------------- | ------------- | --------- | ------------------- | ------ | ------ |
| Katrina Cameron Rose Cossar Alexandra Landry Anastasiya Muntyanu Anjelika Reznik Kelsey Titmarsh | Par équipes | 24,050        | 23,975              | 48,025        | 11e           | -         | -                   | -      | -      |

### Trampoline
| Athlète             | Compétition | Séries  | Séries | Finale | Finale                         |
| Athlète             | Compétition | Score   | Rang   | Score  | Rang                           |
| ------------------- | ----------- | ------- | ------ | ------ | ------------------------------ |
| Jason Burnett       | Hommes      | 109,065 | 6e     | 6,715  | 8e                             |
| Karen Cockburn      | Femmes      | 103,945 | 5e     | 55,860 | 4e                             |
| Rosannagh MacLennan | Femmes      | 104,450 | 4e     | 57,305 | Médaille d'or, Jeux olympiques |

## Haltérophilie
| Athlète                     | Compétition | Arraché  | Arraché | Épaulé-jeté | Épaulé-jeté | Total | Rang                                |
| Athlète                     | Compétition | Résultat | Rang    | Résultat    | Rang        | Total | Rang                                |
| --------------------------- | ----------- | -------- | ------- | ----------- | ----------- | ----- | ----------------------------------- |
| Marie-Ève Beauchemin-Nadeau | -69 kg      | 104      | 10e     | 135         | 6e          | 239   | 8e                                  |
| Christine Girard            | -63 kg      | 103      | 4e      | 133         | 2e          | 236   | Médaille de bronze, Jeux olympiques |
| Annie Moniqui               | -58 kg      | 85       | 18e     | 105         | 16e         | 192   | 16e                                 |

## Lutte
| Athlète                | Compétition     | Qualification                  | Huitièmes de finale                  | Quarts de finale                        | Demi-finales        | Repêchage 1                         | Repêchage 2                        | Finale              | Finale |
| Athlète                | Compétition     | Adversaire Résultat            | Adversaire Résultat                  | Adversaire Résultat                     | Adversaire Résultat | Adversaire Résultat                 | Adversaire Résultat                | Adversaire Résultat | Rang   |
| ---------------------- | --------------- | ------------------------------ | ------------------------------------ | --------------------------------------- | ------------------- | ----------------------------------- | ---------------------------------- | ------------------- | ------ |
| Lutte gréco-romaine    |                 |                                |                                      |                                         |                     |                                     |                                    |                     |        |
| Lutte libre            |                 |                                |                                      |                                         |                     |                                     |                                    |                     |        |
| David Tremblay         | Moins de 55 kg  | exempt                         | Battu par Ahmet Peker (TUR) 1-3      | –                                       | –                   | –                                   | –                                  | –                   | –      |
| Haislan Veranes Garcia | Moins de 66 kg  | Bat Heithem Belayech (TUN) 5-0 | Bat Zalimkhan Yusupov (TJK) 3-1      | Battu par Tatsuhiro Yonemitsu (JPN) 1-3 | -                   | Battu par Liván López (CUB) 1-3     | –                                  | –                   | –      |
| Matthew Judah Gentry   | Moins de 74 kg  | exempt                         | Bat Narsingh Pancham Yadav (IND) 3-1 | Battu par Jordan Burroughs (USA) 1-3    | -                   | Bat Francisco Soler (PUR) 3-0       | Battu par Denis Tsargush (RUS) 0-3 | –                   | –      |
| Khetag Pliev           | Moins de 96 kg  | exempt                         | Bat Javier Cortina (CUB) 3-1         | Battu par Jake Varner (USA) 0-3         | -                   | Battu par Kurban Kurbanov (UZB) 1-3 | –                                  | –                   | –      |
| Arjan Bhullar          | Moins de 120 kg | exempt                         | Battu par Komeil Ghasemi (IRI) 0-3   | –                                       | –                   | –                                   | –                                  | –                   | –      |

| Athlète                       | Compétition    | Qualification       | Huitièmes de finale                  | Quarts de finale                   | Demi-finales                      | Repêchage 1         | Repêchage 2                     | Finale                             | Finale                             |
| Athlète                       | Compétition    | Adversaire Résultat | Adversaire Résultat                  | Adversaire Résultat                | Adversaire Résultat               | Adversaire Résultat | Adversaire Résultat             | Adversaire Résultat                | Rang                               |
| ----------------------------- | -------------- | ------------------- | ------------------------------------ | ---------------------------------- | --------------------------------- | ------------------- | ------------------------------- | ---------------------------------- | ---------------------------------- |
| Lutte libre                   |                |                     |                                      |                                    |                                   |                     |                                 |                                    |                                    |
| Carol Huynh                   | Moins de 48 kg | exempte             | Bat Nguyen Thi Lua (VIE) 5-0         | Bat Vanesa Kaladzinskaya (BLR) 3-0 | Battue par Hitomi Obara (JPN) 1-3 | –                   | Bat Isabelle Sambou (SEN) · 3-0 | –                                  | –                                  |
| Tonya Lynn Verbeek            | Moins de 55 kg | exempte             | Bat Geeta Phogat (IND) 3-1           | Bat Tetyana Lazareva (UKR) 3-0     | Bat Jackeline Rentería (COL) 3-0  | –                   | –                               | Battue par Saori Yoshida (JPN) 0-3 | Médaille d'argent, Jeux olympiques |
| Martine Dugrenier             | Moins de 63 kg | exempte             | Battue par Kaori Icho (JPN) 1-3      | –                                  | –                                 | –                   | –                               | –                                  | –                                  |
| Leah Mariem Lorraine Callahan | Moins de 72 kg | exempte             | Battue par Burmaa Ochirbat (MGL) 0-3 | –                                  | –                                 | –                   | –                               | –                                  | –                                  |

## Judo
Hommes
| Athlète                | Compétition    | 1/32 de finale                     | 1/16 de finale                      | 1/8 de finale                         | Quarts de finale              | Demi-finales        | Repêchage 1                      | Repêchage 2                      | Finale              | Finale |
| Athlète                | Compétition    | Adversaire Résultat                | Adversaire Résultat                 | Adversaire Résultat                   | Adversaire Résultat           | Adversaire Résultat | Adversaire Résultat              | Adversaire Résultat              | Adversaire Résultat | Rang   |
| ---------------------- | -------------- | ---------------------------------- | ----------------------------------- | ------------------------------------- | ----------------------------- | ------------------- | -------------------------------- | -------------------------------- | ------------------- | ------ |
| Sergio Pessoa          | Moins de 60 kg | exempt                             | Yerkebulan Kossayev (KAZ) 0000/0001 | -                                     | -                             | -                   | -                                | -                                | -                   | -      |
| Sasha Mehmedovic       | Moins de 66 kg | Carlos Figueroa (ESA) 0100/0000    | Masashi Ebinuma (JPN) 0000/1110     | -                                     | -                             | -                   | -                                | -                                | -                   | -      |
| Nicholas Tritton       | Moins de 73 kg | exempt                             | Navruz Jurakobilov (UZB) 0002/0011  | -                                     | -                             | -                   | -                                | -                                | -                   | -      |
| Antoine Valois-Fortier | Moins de 81 kg | Elnur Mammadli (AZE) 0001(GS)/0001 | Euan Burton (GBR) 0100/0000         | Srđan Mrvaljević (en) (MNE) 0112/0011 | Ivan Nifontov (RUS) 0000/0010 | -                   | Emmanuel Lucenti (ARG) 0101/0001 | Travis Stevens (USA) · 0011/0000 | -                   | -      |
| Alexandre Émond        | Moins de 90 kg | NC                                 | Winston Gordon (GBR) 0000/0100      | -                                     | -                             | -                   | -                                | -                                | -                   | -      |

Femmes
| Athlète          | Compétition    | 1/16 de finale                    | 1/8 de finale                 | Quarts de finale    | Demi-finales        | Repêchage 1         | Repêchage 2         | Finale              | Finale |
| Athlète          | Compétition    | Adversaire Résultat               | Adversaire Résultat           | Adversaire Résultat | Adversaire Résultat | Adversaire Résultat | Adversaire Résultat | Adversaire Résultat | Rang   |
| ---------------- | -------------- | --------------------------------- | ----------------------------- | ------------------- | ------------------- | ------------------- | ------------------- | ------------------- | ------ |
| Joliane Melançon | Moins de 57 kg | Sabrina Filzmoser (AUT) 0100/1000 | -                             | -                   | -                   | -                   | -                   | -                   | -      |
| Kelita Zupancic  | Moins de 70 kg | exempte                           | Lucie Décosse (FRA) 0001/1001 | -                   | -                   | -                   | -                   | -                   | -      |
| Amy Cotton       | Moins de 78 kg | Audrey Tcheuméo (FRA) 0001/0010   | -                             | -                   | -                   | -                   | -                   | -                   | -      |

## Natation
Les nageurs du Canada ont jusqu'ici atteint les minima de qualification dans les épreuves suivantes (au maximum 2 nageurs peuvent être qualifiés s'ils ont réussi les minima olympiques et un seul nageur pour les minima propres à chaque sélection), :

### Natation sportive
| Athlète                                                     | Épreuve              | Séries         | Séries | Demi-finales  | Demi-finales | Finale         | Finale                              |
| Athlète                                                     | Épreuve              | Temps          | Rang   | Temps         | Rang         | Temps          | Rang                                |
| ----------------------------------------------------------- | -------------------- | -------------- | ------ | ------------- | ------------ | -------------- | ----------------------------------- |
| Joe Bartoch                                                 | 100 m papillon       | 53 s 09        | 27e    | -             | -            | -              | -                                   |
| Ryan Cochrane                                               | 400 m nage libre     | 3 min 47 s 26  | 9e     | NC            | NC           | -              | -                                   |
| Ryan Cochrane                                               | 1 500 m nage libre   | 14 min 49 s 31 | 3e     | NC            | NC           | 14 min 39 s 63 | (AM)                                |
| Scott Dickens                                               | 100 m brasse         | 59 s 85        | 7e     | 1 min 00 s 16 | 16e          | –              | –                                   |
| Scott Dickens                                               | 200 m brasse         | 2 min 10 s 95  | 13e    | 2 min 11 s 71 | 16e          | –              | –                                   |
| Andrew Ford                                                 | 200 m 4 nages        | 2 min 00 s 28  | 16e    | 2 min 01 s 58 | 15e          | –              | –                                   |
| Charles Francis                                             | 100 m dos            | 54 s 08        | 13e    | 54 s 42       | 15e          | –              | –                                   |
| Brent Hayden                                                | 50 m nage libre      | 22 s 15        | 13e    | 22 s 12       | 14e          | –              | –                                   |
| Brent Hayden                                                | 100 m nage libre     | 48 s 53        | 5e     | 48 s 21       | 6e           | 47 s 80        | Médaille de bronze, Jeux olympiques |
| Tobias Oriwol                                               | 200 m dos            | 1 min 58 s 06  | 11e    | 1 min 58 s 74 | 14e          | –              | –                                   |
| Alec Page                                                   | 400 m 4 nages        | 4 min 19 s 17  | 23e    | NC            | NC           | –              | –                                   |
| David Sharpe                                                | 200 m papillon       | 1 min 59 s 87  | 31e    | –             | –            | –              | –                                   |
| Blake Worsley                                               | 200 m nage libre     | 1 min 48 s 14  | 17e    | –             | –            | –              | –                                   |
| Thomas Gossland Brent Hayden Richard Hortness Colin Russell | 4 × 100 m nage libre | 3 min 16 s 42  | 10e    | NC            | NC           | -              | -                                   |
| Tobias Oriwol Alec Page Colin Russell Blake Worsley         | 4 × 200 m nage libre | 7 min 15 s 22  | 14e    | NC            | NC           | -              | -                                   |
| Joe Bartoch Scott Dickens Charles Francis Brent Hayden      | 4 × 100 m 4 nages    | 3 min 34 s 46  | 8e     | NC            | NC           | 3 min 34 s 19  | 8e                                  |

| Athlète                                                            | Épreuve              | Séries        | Séries | Demi-finales                                       | Demi-finales                  | Finale        | Finale |
| Athlète                                                            | Épreuve              | Temps         | Rang   | Temps                                              | Rang                          | Temps         | Rang   |
| ------------------------------------------------------------------ | -------------------- | ------------- | ------ | -------------------------------------------------- | ----------------------------- | ------------- | ------ |
| Hilary Caldwell                                                    | 200 m dos            | 2 min 10 s 75 | 18e    | –                                                  | –                             | –             | –      |
| Samantha Cheverton                                                 | 200 m nage libre     | 1 min 58 s 11 | 9e     | 1 min 57 s 98                                      | 11e                           | –             | –      |
| Stephanie Horner                                                   | 400 m 4 nages        | 4 min 45 s 49 | 21e    | NC                                                 | NC                            | –             | –      |
| Barbara Jardin                                                     | 200 m nage libre     | 1 min 57 s 92 | 6e     | 1 min 57 s 91                                      | 10e                           | –             | –      |
| Savannah King                                                      | 400 m nage libre     | 4 min 10 s 93 | 18e    | NC                                                 | NC                            | –             | –      |
| Savannah King                                                      | 800 m nage libre     | 8 min 29 s 72 | 15e    | NC                                                 | NC                            | –             | –      |
| Alexa Komarnycky                                                   | 800 m nage libre     | 8 min 28 s 11 | 11e    | NC                                                 | NC                            | –             | –      |
| Audrey Lacroix                                                     | 200 m papillon       | 2 min 09 s 25 | 15e    | 2 min 08 s 00                                      | 12e                           | –             | –      |
| Brittany MacLean                                                   | 400 m nage libre     | 4 min 05 s 06 | 6e     | NC                                                 | NC                            | 4 min 06 s 24 | 7e     |
| Martha McCabe                                                      | 200 m brasse         | 2 min 26 s 39 | 13e    | 2 min 24 s 09                                      | 7e                            | 2 min 23 s 16 | 5e     |
| Erica Morningstar                                                  | 200 m 4 nages        | 2 min 14 s 32 | 17e    | –                                                  | –                             | –             | –      |
| Victoria Poon                                                      | 50 m nage libre      | 25 s 15       | 14e    | 25 s 17                                            | 15e                           | –             | –      |
| Sinead Russell                                                     | 100 m dos            | 1 min 00 s 10 | 13e    | 1 min 00 s 57                                      | 16e                           | –             | –      |
| Sinead Russell                                                     | 200 m dos            | 2 min 09 s 04 | 7e     | 2 min 08 s 76                                      | 8e                            | 2 min 09 s 86 | 8e     |
| Katerine Savard                                                    | 100 m papillon       | 58 s 76       | 17e    | –                                                  | –                             | –             | –      |
| Katerine Savard                                                    | 200 m papillon       | 2 min 11 s 05 | 19e    | –                                                  | –                             | –             | –      |
| Jillian Tyler                                                      | 100 m brasse         | 1 min 07 s 81 | 15e    | 1 min 07 s 87                                      | 14e                           | –             | –      |
| Tera van Beilen                                                    | 100 m brasse         | 1 min 07 s 85 | 16e    | 1 min 07 s 48 Epreuve éliminatoire : 1 min 07 s 73 | =8e Epreuve éliminatoire : 2e | –             | –      |
| Tera van Beilen                                                    | 200 m brasse         | 2 min 27 s 70 | 21e    | –                                                  | –                             | –             | –      |
| Julia Wilkinson                                                    | 100 m nage libre     | 54 s 16       | 9e     | 54 s 25                                            | 13e                           | –             | –      |
| Julia Wilkinson                                                    | 100 m dos            | 59 s 94       | 7e     | 59 s 91                                            | 9e                            | –             | –      |
| Samantha Cheverton Barbara Jardin Brittany MacLean Amanda Reason   | 4 × 200 m nage libre | 7 min 50 s 84 | 3e     | NC                                                 | NC                            | 7 min 50 s 65 | 4e     |
| Samantha Cheverton Katerine Savard Tera van Beilen Julia Wilkinson | 4 × 100 m 4 nages    | 4 min 02 s 71 | 12e    | NC                                                 | NC                            | –             | –      |
| Samantha Cheverton Heather Maclean Victoria Poon Julia Wilkinson   | 4 × 100 m nage libre | 3 min 39 s 60 | 11e    | NC                                                 | NC                            | –             | –      |

### Nage en eau libre
| Athlète            | Épreuve      | Finale            | Finale                              |
| Athlète            | Épreuve      | Temps             | Rang                                |
| ------------------ | ------------ | ----------------- | ----------------------------------- |
| Richard Weinberger | 10 km hommes | 1 h 50 min 00 s 3 | Médaille de bronze, Jeux olympiques |
| Zsofia Balazs      | 10 km femmes | 2 h 01 min 17 s 8 | 18e                                 |

## Natation synchronisée
| Athlètes | Compétition | Programme technique     | Programme technique | Programme libre (qualifications) | Programme libre (qualifications) | Programme libre (qualifications) | Programme libre (finale) | Programme libre (finale)  | Programme libre (finale) |
| Athlètes | Compétition | Points                  | Rang                | Points                           | Total (technique + libre)        | Rang                             | Points                   | Total (technique + libre) | Rang                     |
| --- | ----------- | ----------------------- | ------------------- | -------------------------------- | -------------------------------- | -------------------------------- | ------------------------ | ------------------------- | ------------------------ |
| Marie-Pier Boudreau Gagnon Elise Marcotte | Duo         | 94.500 (47.200, 47.300) | 4e                  | 94.750 (47.320, 47.430)          | 189.250                          | 4e                               | 94.620 (47.180, 47.440)  | 189.120                   | 4e                       |
| Marie-Pier Boudreau Gagnon Stephanie Durocher Jo-Annie Fortin Chloe Isaac Stéphanie Leclair Tracy Little Elise Marcotte Karine Thomas Valerie Welsh | Ballet      | 94.400 (47.100, 47.300) | 4e                  | NC                               | NC                               | NC                               | 95.230 (47.500, 47.730)  | 189.630                   | 4e                       |

## Pentathlon moderne
| Athlète        | Compétition | Escrime (épée, une touche) | Escrime (épée, une touche) | Escrime (épée, une touche) | Natation (200 m nage libre) | Natation (200 m nage libre) | Natation (200 m nage libre) | Équitation (saut d'obstacles) | Équitation (saut d'obstacles) | Équitation (saut d'obstacles) | Combiné course/tir (3000 m / pistolet à 10 m) | Combiné course/tir (3000 m / pistolet à 10 m) | Combiné course/tir (3000 m / pistolet à 10 m) | Total | Rang |
| Athlète        | Compétition | Résultats                  | Rang                       | Points                     | Temps                       | Rang                        | Points                      | Pénalités                     | Rang                          | Points                        | Temps                                         | Rang                                          | Points                                        | Total | Rang |
| -------------- | ----------- | -------------------------- | -------------------------- | -------------------------- | --------------------------- | --------------------------- | --------------------------- | ----------------------------- | ----------------------------- | ----------------------------- | --------------------------------------------- | --------------------------------------------- | --------------------------------------------- | ----- | ---- |
| Melanie McCann | Femmes      | 19 V 16 D                  | =11e                       | 856                        | 2 min 21 s 56               | 25e                         | 1104                        | 20                            | 4e                            | 1180                          | 12 min 20 s 23                                | 17e                                           | 2040                                          | 5180  | 11e  |
| Donna Vakalis  | Femmes      | 17 V 18 D                  | =19e                       | 808                        | 2 min 22 s 19               | 26e                         | 1096                        | 356                           | 32e                           | 844                           | 12 min 10 s 03                                | 11e                                           | 2080                                          | 4828  | 29e  |

## Plongeon
| Athlète                        | Compétition                     | Éliminatoires                                       | Éliminatoires | Demi-finale                                         | Demi-finale | Finale                                              | Finale |
| Athlète                        | Compétition                     | Points                                              | Rang          | Points                                              | Rang        | Points                                              | Rang   |
| ------------------------------ | ------------------------------- | --------------------------------------------------- | ------------- | --------------------------------------------------- | ----------- | --------------------------------------------------- | ------ |
| Alexandre Despatie             | Tremplin à 3 mètres             | 458.55 (70.50, 74.25, 76.50, 81.60, 77.50 et 78.20) | 9e            | 472.80 (75.00, 84.15, 76.50, 81.60, 79.05 et 76.50) | 8e          | 413.35 (72.00, 80.85, 81.00, 83.30, 74.10 et 22.10) | 11e    |
| Francois Imbeau-Dulac          | Tremplin à 3 mètres             | 449.30 (69.00, 65.10, 63.00, 77.00, 81.60 et 93.60) | 12e           | 440.20 (67.50, 75.95, 57.00, 75.25, 74.80 et 89.70) | 13e         | –                                                   | –      |
| Riley Mccormick                | Haut-vol à 10 mètres            | 452.75 (73.50, 79.20, 80.00, 69.30, 64.35 et 86.40) | 11e           | 495.60 (72.00, 86.40, 81.60, 79.20, 79.20 et 97.20) | 12e         | 493.35 (76.50, 86.40, 81.60, 79.20, 74.25 et 95.40) | 11e    |
| Eric Sehn                      | Haut-vol à 10 mètres            | 363.90 (59.40, 62.40, 55.80, 67.50, 49.50 et 69.30) | 29e           | –                                                   | –           | –                                                   | –      |
| Alexandre Despatie Reuben Ross | Tremplin à 3 mètres synchronisé | NC                                                  | NC            | NC                                                  | NC          | 421.83 (54.00, 50.40, 72.00, 82.62, 80.19 et 82.62) | 6e     |

| Athlète                          | Compétition                      | Éliminatoires                                | Éliminatoires | Demi-finale                                  | Demi-finale | Finale                                       | Finale                              |
| Athlète                          | Compétition                      | Points                                       | Rang          | Points                                       | Rang        | Points                                       | Rang                                |
| -------------------------------- | -------------------------------- | -------------------------------------------- | ------------- | -------------------------------------------- | ----------- | -------------------------------------------- | ----------------------------------- |
| Jennifer Abel                    | Tremplin à 3 mètres              | 344.15 (72.00, 66.65, 70.50, 63.00 et 72.00) | 4e            | 353.25 (69.00, 69.75, 70.50, 67.50 et 76.50) | 4e          | 343.00 (66.00, 77.50, 55.50, 72.00 et 72.00) | 6e                                  |
| Émilie Heymans                   | Tremplin à 3 mètres              | 337.20 (67.50, 67.20, 76.50, 58.50 et 67.50) | 6e            | 331.35 (66.15, 46.20, 75.00, 72.00 et 72.00) | 8e          | 295.20 (67.50, 46.20, 72.00, 58.50 et 51.00) | 12e                                 |
| Meaghan Benfeito                 | Haut-vol à 10 mètres             | 325.50 (73.50, 77.55, 48.00, 54.45 et 72.00) | 10e           | 359.90 (67.50, 75.90, 70.40, 69.30 et 76.80) | 2e          | 345.15 (49.50, 80.85, 72.00, 66.00 et 76.80) | 11e                                 |
| Roseline Filion                  | Haut-vol à 10 mètres             | 314.85 (63.00, 51.15, 57.60, 75.90 et 67.20) | 17e           | 329.60 (61.50, 61.05, 64.00, 74.25 et 68.80) | 8e          | 349.10 (63.00, 75.90, 67.20, 72.60 et 70.40) | 10e                                 |
| Jennifer Abel Émilie Heymans     | Tremplin à 3 mètres synchronisé  | NC                                           | NC            | NC                                           | NC          | 316.80 (53.40, 47.40, 72.90, 74.70 et 68.40) | Médaille de bronze, Jeux olympiques |
| Meaghan Benfeito Roseline Filion | Haut-vol à 10 mètres synchronisé | NC                                           | NC            | NC                                           | NC          | 337.62 (53.40, 52.80, 75.60, 73.26 et 82.56) | Médaille de bronze, Jeux olympiques |

## Taekwondo
Hommes
| Athlète                   | Compétition | Huitièmes de finale      | Quarts de finale             | Demi-finales        | Repêchage 1         | Repêchage 2         | Finale              | Finale |
| Athlète                   | Compétition | Adversaire Résultat      | Adversaire Résultat          | Adversaire Résultat | Adversaire Résultat | Adversaire Résultat | Adversaire Résultat | Rang   |
| ------------------------- | ----------- | ------------------------ | ---------------------------- | ------------------- | ------------------- | ------------------- | ------------------- | ------ |
| Francois Coulombe-Fortier | +80 kg      | Gadzhi Umarov (RUS) 7-3  | Daba Modibo Keita (MLI) 6-11 | –                   | –                   | –                   | –                   | –      |
| Sebastien Michaud         | -80 kg      | Arman Yeremyan (ARM) 4-8 | -                            | -                   | -                   | -                   | -                   | -      |

Femmes
| Athlète         | Compétition | Huitièmes de finale      | Quarts de finale       | Demi-finales        | Repêchage 1         | Repêchage 2         | Finale              | Finale |
| Athlète         | Compétition | Adversaire Résultat      | Adversaire Résultat    | Adversaire Résultat | Adversaire Résultat | Adversaire Résultat | Adversaire Résultat | Rang   |
| --------------- | ----------- | ------------------------ | ---------------------- | ------------------- | ------------------- | ------------------- | ------------------- | ------ |
| Karine Sergerie | -67 kg      | Farida Azizova (AZE) 1-0 | Franka Anić (SLO) 5-10 | –                   | –                   | –                   | –                   | –      |

## Tennis
| Athlète        | 1/32 de finale        | 1/16 de finale                     | 1/8 de finale       | Quarts de finale    | Demi-finales        | Match pour la médaille de bronze | Finale              |   |
| Athlète        | Adversaire Résultat   | Adversaire Résultat                | Adversaire Résultat | Adversaire Résultat | Adversaire Résultat | Adversaire Résultat              | Adversaire Résultat |   |
| -------------- | --------------------- | ---------------------------------- | ------------------- | ------------------- | ------------------- | -------------------------------- | ------------------- | - |
| Vasek Pospisil | David Ferrer 4-6, 4-6 | –                                  | –                   | –                   | –                   | –                                | –                   |   |
| Milos Raonic   | Tatsuma Ito 6-3, 6-4  | Jo-Wilfried Tsonga 3-6, 6-3, 23-25 | –                   | –                   | –                   | –                                | –                   | – |

| Athlète            | 1/32 de finale           | 1/16 de finale          | 1/8 de finale       | Quarts de finale    | Demi-finales        | Match pour la médaille de bronze | Finale              |
| Athlète            | Adversaire Résultat      | Adversaire Résultat     | Adversaire Résultat | Adversaire Résultat | Adversaire Résultat | Adversaire Résultat              | Adversaire Résultat |
| ------------------ | ------------------------ | ----------------------- | ------------------- | ------------------- | ------------------- | -------------------------------- | ------------------- |
| Aleksandra Wozniak | Marina Eraković 6-2, 6-1 | Venus Williams 1-6, 3-6 | –                   | –                   | –                   | –                                | –                   |

| Athlètes                       | 1/16 de finale                       | 1/8 de finale                                     | Quarts de finale    | Demi-finales        | Match pour la médaille de bronze | Finale              |
| Athlètes                       | Adversaire Résultat                  | Adversaire Résultat                               | Adversaire Résultat | Adversaire Résultat | Adversaire Résultat              | Adversaire Résultat |
| ------------------------------ | ------------------------------------ | ------------------------------------------------- | ------------------- | ------------------- | -------------------------------- | ------------------- |
| Daniel Nestor / Vasek Pospisil | Horia Tecău / Adrian Ungur 6-3, 7-67 | Janko Tipsarević / Nenad Zimonjić 4-6, 7-65, 9-11 | -                   | -                   | -                                | -                   |

| Athlètes                              | 1/16 de finale                                  | 1/8 de finale       | Quarts de finale    | Demi-finales        | Match pour la médaille de bronze | Finale              |
| Athlètes                              | Adversaire Résultat                             | Adversaire Résultat | Adversaire Résultat | Adversaire Résultat | Adversaire Résultat              | Adversaire Résultat |
| ------------------------------------- | ----------------------------------------------- | ------------------- | ------------------- | ------------------- | -------------------------------- | ------------------- |
| Stephanie Dubois / Aleksandra Wozniak | Yaroslava Shvedova / Galina Voskoboeva 2-6, 0-6 | –                   | –                   | –                   | –                                | –                   |

## Tennis de table
Hommes
| Athlète                             | Compétition | Tour préliminaire                                                 | 1er tour                                                                        | 2e tour          | 3e tour          | 4e tour          | Quarts de finale | Demi-finales     | Finale           | Finale |
| Athlète                             | Compétition | Adversaire Score                                                  | Adversaire Score                                                                | Adversaire Score | Adversaire Score | Adversaire Score | Adversaire Score | Adversaire Score | Adversaire Score | Rang   |
| ----------------------------------- | ----------- | ----------------------------------------------------------------- | ------------------------------------------------------------------------------- | ---------------- | ---------------- | ---------------- | ---------------- | ---------------- | ---------------- | ------ |
| Pierre-Luc Hinse                    | Simple      | exempt                                                            | Battu par Matīss Burģis (LAT) 3-4 (12-14, 2-11, 11-7, 11-9, 11-13, 17-15, 8-11) | -                | -                | -                | -                | -                | -                | -      |
| Andre Ho                            | Simple      | Battu par Segun Toriola (NGR) 1-4 (11-9, 5-11, 5-11, 5-11, 10-12) | -                                                                               | -                | -                | -                | -                | -                | -                | -      |
| Pierre-Luc Hinse Andre Ho Zhen Wang | Par équipes | NC                                                                | Battus par Japon 0-3 (0-3, 0-3, 0-3)                                            | NC               | NC               | NC               | -                | -                | -                | -      |

Femmes
| Athlète  | Compétition | Tour préliminaire                                | 1er tour                                                             | 2e tour                                                          | 3e tour          | 4e tour          | Quarts de finale | Demi-finales     | Finale           | Finale |
| Athlète  | Compétition | Adversaire Score                                 | Adversaire Score                                                     | Adversaire Score                                                 | Adversaire Score | Adversaire Score | Adversaire Score | Adversaire Score | Adversaire Score | Rang   |
| -------- | ----------- | ------------------------------------------------ | -------------------------------------------------------------------- | ---------------------------------------------------------------- | ---------------- | ---------------- | ---------------- | ---------------- | ---------------- | ------ |
| Zhang Mo | Simple      | Bat Aya Majdi (QAT) 4-0 (11-3, 11-7, 11-6, 11-3) | Bat Melek Hu (TUR) 4-3 (8-11, 9-11, 12-10, 9-11, 11-4, 13-11, 16-14) | Battue par Li Qiangbing (AUT) 1-4 (9-11, 11-9, 2-11, 9-11, 9-11) | -                | -                | -                | -                | -                | -      |

## Tir
| Athlète        | Compétition                         | Qualification | Qualification | Finale | Finale |
| Athlète        | Compétition                         | Points        | Rang          | Points | Rang   |
| -------------- | ----------------------------------- | ------------- | ------------- | ------ | ------ |
| Cory Niefer    | Carabine à 10 m air comprimé hommes | 581           | 46e           | NC     | NC     |
| Dorothy Ludwig | Pistolet à 10 m air comprimé femmes | 376           | 34e           | NC     | NC     |

## Tir à l'arc
Le Canada a qualifié deux archers pour les JO.
| Athlète            | Compétition       | Tour préliminaire | Tour préliminaire | 1er tour                                                     | 2e tour          | 3e tour          | Quarts de finale | Demi-finales     | Finale           | Finale |
| Athlète            | Compétition       | Score             | Rang              | Adversaire Score                                             | Adversaire Score | Adversaire Score | Adversaire Score | Adversaire Score | Adversaire Score | Rang   |
| ------------------ | ----------------- | ----------------- | ----------------- | ------------------------------------------------------------ | ---------------- | ---------------- | ---------------- | ---------------- | ---------------- | ------ |
| Crispin Duenas     | Individuel hommes | 678               | 8e                | Ahmed El-Nemr (EGY) 2-6 (29-24, 25-30, 25-28, 24-26)         | -                | -                | -                | -                | -                | -      |
| Marie-Pier Beaudet | Individuel femmes | 645               | 29e               | Louise Laursen (DEN) 3-7 (26-26, 24-25, 24-26, 28-25, 25-26) | -                | -                | -                | -                | -                | -      |

## Triathlon

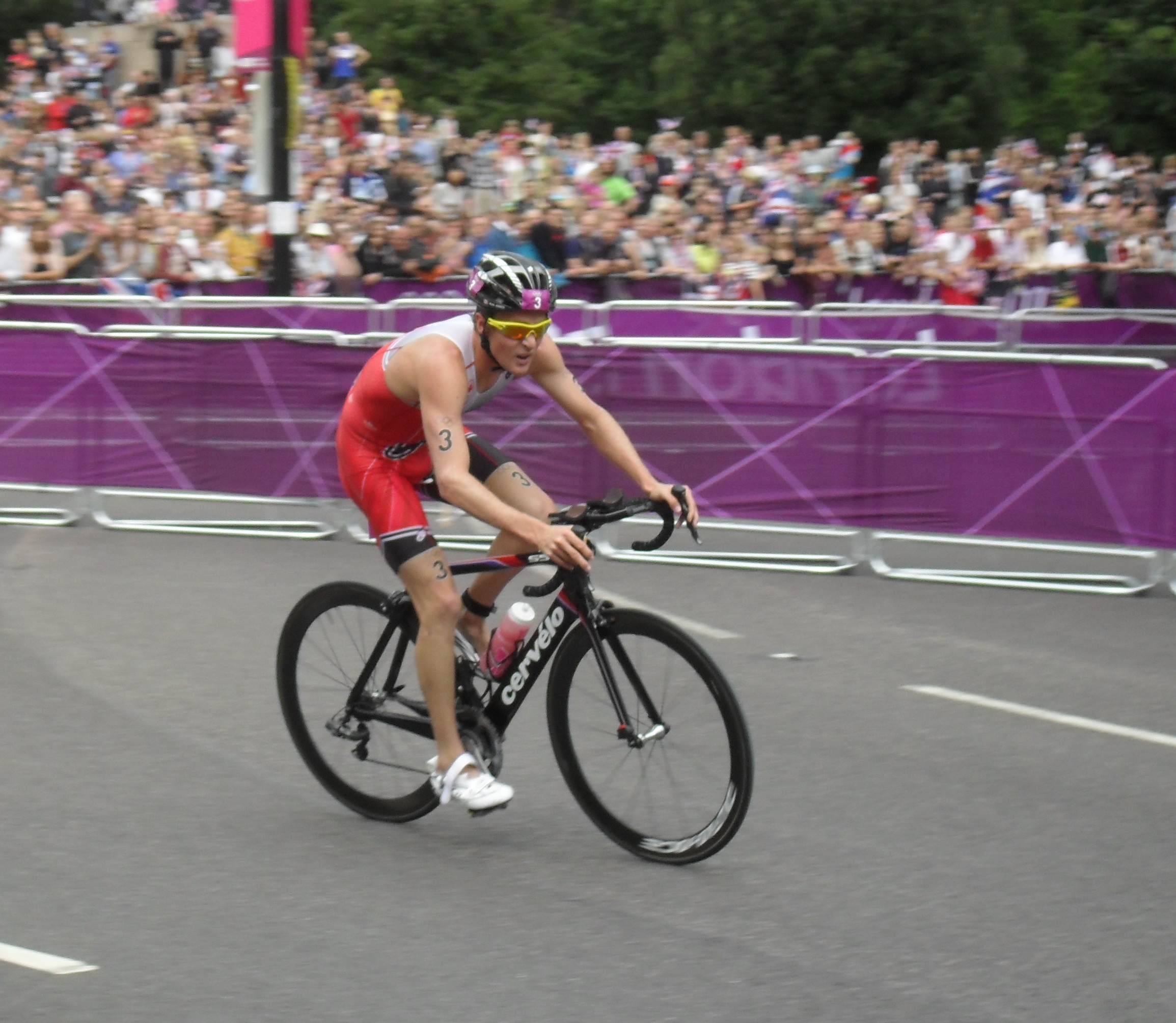
Kyle Jones pendant le triathlon.

| Athlètes        | Compétition | Natation (1,5 km) | Transition 1 | Vélo (40 km)    | Transition 2 | Course (10 km) | Temps           | Résultat |
| --------------- | ----------- | ----------------- | ------------ | --------------- | ------------ | -------------- | --------------- | -------- |
| Hommes          |             |                   |              |                 |              |                |                 |          |
| Kyle Jones      | Hommes      | 18 min 31 s       | 38 s         | 59 min 17 s     | 29 s         | 31 min 03 s    | 1 h 49 min 58 s | 25e      |
| Brent McMahon   | Hommes      | 18 min 04 s       | 40 s         | 59 min 40 s     | 30 s         | 31 min 09 s    | 1 h 50 min 03 s | 27e      |
| Simon Whitfield | Hommes      | 17 min 23 s       | 44 s         | DNF             | DNF          | DNF            | DNF             | -        |
| Femmes          |             |                   |              |                 |              |                |                 |          |
| Paula Findlay   | Femmes      | 19 min 52 s       | 42 s         | 1 h 10 min 42 s | 37 s         | 40 min 16 s    | 2 h 12 min 09 s | 52e      |
| Kathy Tremblay  | Femmes      | 19 min 50 s       | 50 s         | DNF             | DNF          | DNF            | DNF             | -        |

## Voile
| Athlète(s)                 | Compétition | Régate 1 | Régate 2 | Régate 3 | Régate 4 | Régate 5 | Régate 6  | Régate 7 | Régate 8 | Régate 9 | Régate 10 | Total net | Total net | Medal Race | Total | Rang |
| Athlète(s)                 | Compétition | Score    | Score    | Score    | Score    | Score    | Score     | Score    | Score    | Score    | Score     | Score     | Rang      | Score      | Total | Rang |
| -------------------------- | ----------- | -------- | -------- | -------- | -------- | -------- | --------- | -------- | -------- | -------- | --------- | --------- | --------- | ---------- | ----- | ---- |
| Zac Plavsic                | RS:X        | 6        | 12       | 12       | 6        | 4        | 17        | 9        | 7        | 7        | 29        | 80        | 8e        | 20         | 100   | 8e   |
| David Wright               | Laser       | 18       | 15       | 9        | 31       | 14       | 24        | 41       | 6        | 29       | 38        | 184       | 23e       | -          | -     | -    |
| Greg Douglas               | Finn        | 16       | 23       | 16       | 13       | 12       | 18        | 13       | 17       | 20       | 12        | 137       | 15e       | -          | -     | -    |
| Mike Leigh Luke Ramsay     | 470         | 24       | 20       | 21       | 21       | 19       | 19        | 16       | 20       | 26       | 19        | 179       | 25e       | -          | -     | -    |
| Tyler Bjorn Richard Clarke | Star        | 16       | 10       | 6        | 8        | 10       | 17( OCS ) | 13       | 12       | 5        | 13        | 93        | 12e       | -          | -     | -    |

| Athlète(s)    | Compétition  | Régate 1 | Régate 2 | Régate 3 | Régate 4 | Régate 5 | Régate 6 | Régate 7 | Régate 8 | Régate 9 | Régate 10 | Total net | Total net | Medal Race | Total | Rang |
| Athlète(s)    | Compétition  | Score    | Score    | Score    | Score    | Score    | Score    | Score    | Score    | Score    | Score     | Score     | Rang      | Score      | Total | Rang |
| ------------- | ------------ | -------- | -------- | -------- | -------- | -------- | -------- | -------- | -------- | -------- | --------- | --------- | --------- | ---------- | ----- | ---- |
| Nikola Girke  | RS:X         | 6        | 14       | 10       | 6        | 8        | 10       | 13       | 4        | 19       | 18        | 89        | 10e       | 20         | 109   | 10e  |
| Danielle Dube | Laser Radial | 22       | 21       | 20       | 33       | 31       | 32       | 25       | 17       | 24       | 28        | 220       | 27e       | –          | –     | –    |

| Athlète                   | Compétition | Régate 1 | Régate 2 | Régate 3 | Régate 4 | Régate 5 | Régate 6 | Régate 7 | Régate 8 | Régate 9 | Régate 10 | Régate 11 | Régate 12 | Régate 13 | Régate 14 | Régate 15  | Total net | Total net | Medal Race | Total | Rang |
| Athlète                   | Compétition | Score    | Score    | Score    | Score    | Score    | Score    | Score    | Score    | Score    | Score     | Score     | Score     | Score     | Score     | Score      | Score     | Rang      | Score      | Total | Rang |
| ------------------------- | ----------- | -------- | -------- | -------- | -------- | -------- | -------- | -------- | -------- | -------- | --------- | --------- | --------- | --------- | --------- | ---------- | --------- | --------- | ---------- | ----- | ---- |
| Gordon Cook Hunter Lowden | 49er        | 3        | 16       | 5        | 17       | 9        | 17       | 16       | 8        | 14       | 16        | 7         | 8         | 20        | 9         | 21 ( OCS ) | 162       | 16e       | -          | -     | -    |

## Volley-ball

### Beach-volley
| Athlète                           | Compétition      | Tour préliminaire | Classement | Huitièmes de finale | Quarts de finale  | Demi-finales      | Finale            | Finale |
| Athlète                           | Compétition      | Adversaires Score | Classement | Adversaires Score   | Adversaires Score | Adversaires Score | Adversaires Score | Rang   |
| --------------------------------- | ---------------- | --- | ---------- | ------------------- | ----------------- | ----------------- | ----------------- | ------ |
| Josh Binstock Martin Reader       | Tournoi masculin | Poule F Garcia Thompson – Grotowski (GBR) W 2 – 0 (21-19, 21-13) Skarlund – Spinnangr (NOR) L 0 – 2 (14-21, 18-21) Cunha – Santos (BRA) L 0 – 2 (18-21, 22-24)                 | 3e         | -                   | -                 | -                 | -                 | -      |
| Marie-Andrée Lessard Annie Martin | Tournoi féminin  | Poule F Dampney – Mullin (GBR) L 1 – 2 (21-17, 14-21, 13-15) Khomyakova – Ukolova (RUS) L 1 – 2 (18-21, 30-28, 13-15) Cicolari – Menegatti (ITA) L 1 – 2 (12-21, 25-23, 10-15) | 4e         | -                   | -                 | -                 | -                 | -      |